# Wojskowy Instytut Naukowo-Oświatowy
Wojskowy Instytut Naukowo-Oświatowy (WINO) – instytucja naukowo-wydawniczo-archiwalna Wojska Polskiego w latach 1920–1939, funkcjonująca w latach 1920–1934 pod nazwą „Wojskowy Instytut Naukowo–Wydawniczy” (WINW).

## Historia instytutu
Działalność Instytutu zapoczątkowały prace Wacława Tokarza prowadzone w 1917 w Komisji Wojskowej Tymczasowej Rady Stanu. Po odzyskaniu niepodległości w celu upowszechniania tradycji i dokumentowania działania sił zbrojnych powołano Sekcję Naukową Ministerstwa Spraw Wojskowych, kierowaną przez Wacława Tokarza, w grudniu 1918 roku przekształconą w Instytut Historyczno-Wojskowy Sztabu Generalnego. W lutym 1920 roku powołano Wojskowy Instytut Naukowo-Wydawniczy, pod nadzorem Oddziału III Sztabu Generalnego i kierownictwem merytorycznym ministra spraw wojskowych.
Początkowo Instytut składał się z dwóch wydziałów: Naukowo-Wydawniczego i Administracyjno-Wydawniczego. Instytut nadzorował Centralną Bibliotekę Wojskową (kierowaną przez mjr. Mariana Łodyńskiego), Centralne Archiwum Wojskowe (kierowane przez ppłk. dr Bronisława Pawłowskiego) i Główną Księgarnię Wojskową.
W 1923 roku Instytut dzielił się na pięć referatów: Wydawniczy, Słownictwa, Historyczno-Wojskowy, Bellony i Żołnierza Polskiego. W 1927 roku wyłączono z niego Referat Wojen Dawnych, który z innymi oddziałami Sztabu Generalnego utworzył Wojskowe Biuro Historyczne.
29 listopada 1927 roku Centralna Biblioteka Wojskowa została podporządkowana bezpośrednio szefowi Sztabu Generalnego, a 3 listopada 1932 roku – Generalnemu Inspektorowi Sił Zbrojnych za pośrednictwem szefa Biura Inspekcji. Z dniem 1 kwietnia 1934 roku szefowi instytutu została podporządkowana Główna Księgarnia Wojskowa, a z dniem 26 marca 1934 roku Centralna Biblioteka Wojskowa została podporządkowana I wiceministrowi spraw wojskowych za pośrednictwem szefa instytutu.
Rozkazem ministra spraw wojskowych Józefa Piłsudskiego z 8 listopada 1934 roku WINW został przekształcony w Wojskowy Instytut Naukowo-Oświatowy, który podlegał bezpośrednio Generalnemu Inspektorowi Sił Zbrojnych, a na wypadek wojny – Naczelnemu Wodzowi. WINW i WINO wspierały działalność oświatową i wychowawczą w Wojsku Polskim, nadzorowały pracę wszystkich bibliotek wojskowych i odpowiadały za zaopatrywanie sił zbrojnych w literaturę fachową.
Dorobek wydawniczy obu instytutów w okresie dwudziestolecia międzywojennego liczył 2528 woluminów, w tym 1770 wydawnictw własnych i 758 publikacji przygotowanych redakcyjnie. W zestawieniu tym nie ujęto regulaminów i instrukcji będących oficjalnymi wydawnictwami Ministerstwa Spraw Wojskowych. Nakładem WINW ukazało się również ok. 1800 woluminów tzw. „wojskowych prac naukowych prywatnych” przygotowanych przez oficerów. Były to podręczniki dla szkół oficerskich i podoficerskich, podręczniki pomocnicze dla oficerów i podoficerów wspomagające szkolenie kadr, rozprawy naukowe, popularne wydawnictwa szerzące wiedzę wojskową przeznaczone dla szeregowych i podoficerów.
16 września 1944 roku powołano Wojskowy Instytut Naukowo-Wydawniczy w strukturze Ludowego Wojska Polskiego.

## Kadra instytutu
Szefowie instytutu
- płk Wacław Tokarz (do 1927)
- mjr dypl. piech. Eugeniusz Quirini (p.o. do 9 XII 1932)
- płk dypl. piech. Tadeusz Różycki-Kołodziejczyk (28 VI 1933 – XI 1935)
- płk dypl. piech. Leon Koc (XI 1935 – 1938)
- ppłk dypl. Kazimierz Ryziński (p.o. 1938–1939)

Zastępcy szefa instytutu
- mjr dypl. piech. Eugeniusz Quirini (1934–1935)
- ppłk dypl. piech. Adam II Rudnicki (od I 1936)
- ppłk dypl. kaw. Zdzisław Chrząstowski (p.o. 1938–1939)

Szefowie wydziałów
- kpt. ośw. Wiktor Brummer – szef Wydziału II Wydawniczego (1923 – 1924)
- mjr kanc. Stanisław Thun – szef Wydziału II Wydawniczego (IV 1926 – II 1932)
- mjr dypl. piech. Mieczysław Pęczkowski – szef Wydziału Naukowego (od 9 XII 1932)
- mjr piech. Bronisław Sylwin Kencbok – szef Wydziału Naukowego (do 1939)
- mjr dypl. piech. Karol Lilienfeld-Krzewski – szef Wydziału Prasy (od 9 XII 1932)

Oficerowie
- kpt. Ireneusz Branowski
- kpt. SG Adam Stebłowski
- por. Józef Szeremeta